# Juan Jiménez Mayor
Juan Federico Jiménez Mayor (Lima, 5 de agosto de 1964) é um advogado e político peruano, ex-Presidente do Conselho de Ministros, nomeado por Ollanta Humala em 2012. No período 2011-2012, Mayor assumiu o Ministério da Justiça, revelando-se um hábil mediador em casos controversos da política do país.

## Biografia
Nascido em Lima em 5 de agosto de 1964, Juan Frederico Jiménez Mayor cursou Direito na Pontifícia Universidade Católica do Peru (PUCP), especializando-se em direito constitucional. Em 1994, passou a lecionar "Investigação Jurídica, Direto Constitucional e Gestão Pública" na mesma universidade. Membro da Associação Peruana de Direito Constitucional, Jiménez Mayor atuou na reforma do sistema judiciário do país durante o governo de Alan García.
Durante o governo transitório de Valentín Paniagua, entre 2000 e 2001, Jiménez Mayor foi Vice-ministro da Justiça, assessor do Ministério das Relações Exteriores e advogado do Estado perante o Tribunal Constitucional. Devido seu grande prestígio internacional, foi designado assessor da Missão de Observação Eleitoral da OEA para as eleições gerais da Guatemala em 2007, e do Paraguai, em 2008.